# Jacques François Joseph Swebach-Desfontaines

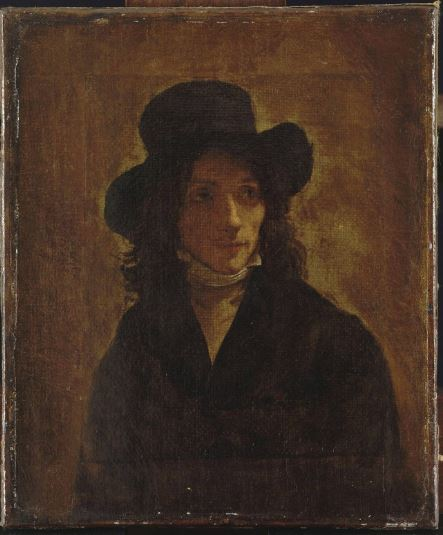
Jacques François Joseph Swebach-Desfontaines von Boilly

Jacques François Joseph Swebach-Desfontaines, auch Fontaine genannt (* 19. März 1769 in Metz; † 10. Dezember 1823 in Paris) war ein französischer Maler und Lithograf.

## Leben
Swebach-Desfontaines lernte zunächst bei seinem Vater, einem autodidaktisch gebildeten Künstler und ging dann als Schüler von Michel Hamon-Duplessis nach Paris. Als 14-Jähriger begann er seine Laufbahn unter dem Pseudonym „Fontaine“ im Salon de Correspondence in Paris. In den 1780er Jahren beteiligte er sich mehrmals an der Exposition de la Jeunesse und ab 1791 am Salon de Louvre. In den folgenden Jahren lieferte er Zeichnungen für ein umfassendes Bildwerk über die Französische Revolution und über die Zeit des Consulat et l'Empire. In der Porzellanmanufaktur Sèvres arbeitete er von 1802 bis 1813 als Maler und war von 1815 bis 1820 künstlerischer Leiter der Porzellanmanufaktur von St. Petersburg. Zu seinen Werken zählen zahlreiche Historien- und Schlachtenbilder sowie Genre- und Jagdszenen. Ein Napoleon-Bild erhielt 1810 die Große Medaille des Pariser Salons. Außerdem entstanden zahlreiche Radierungen und Lithografien. Er war verheiratet und hatte zwei Söhne.

Werkbeispiele
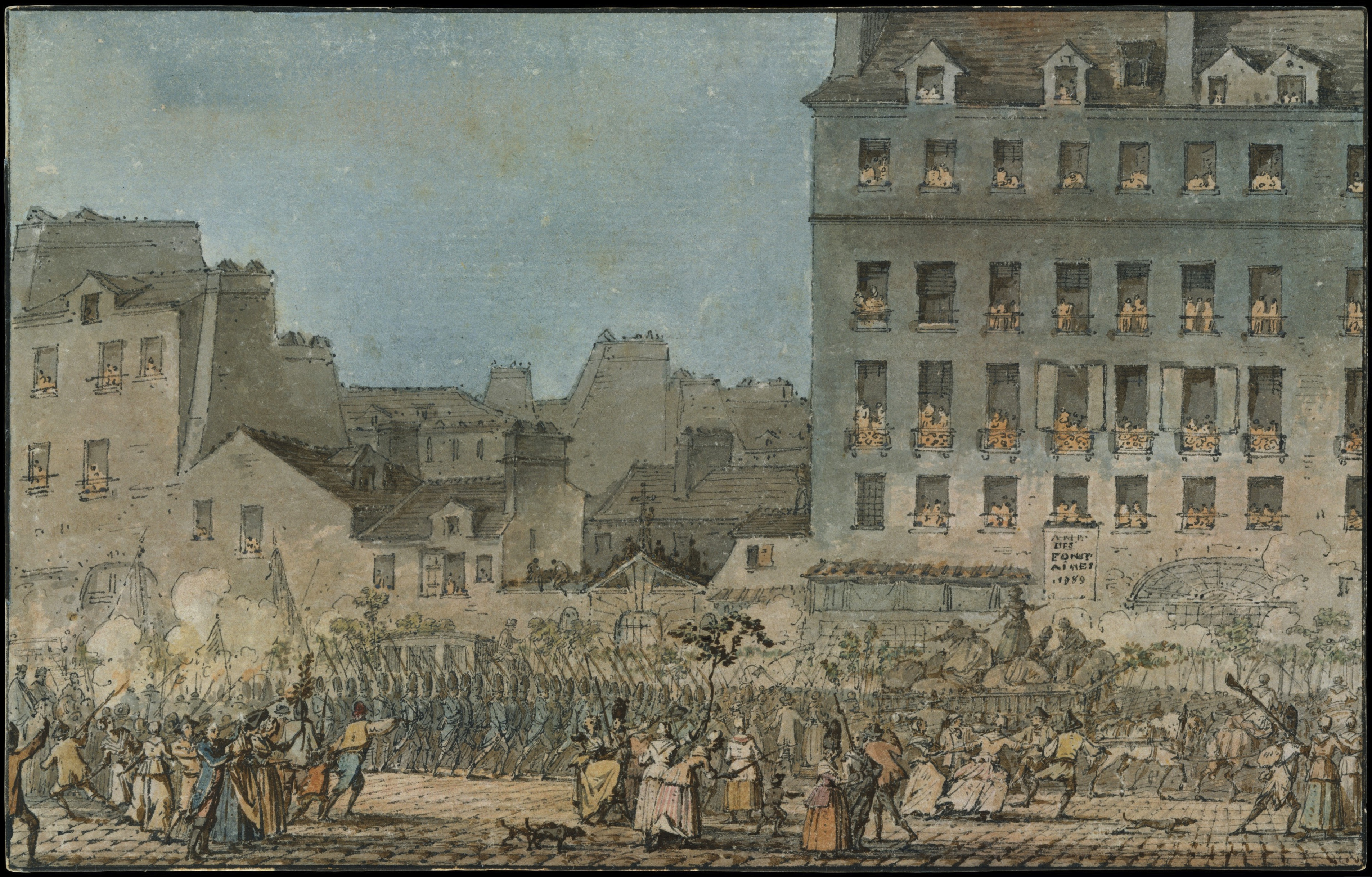
Einzug Ludwig XVI. in Paris am 6. Oktober 1789
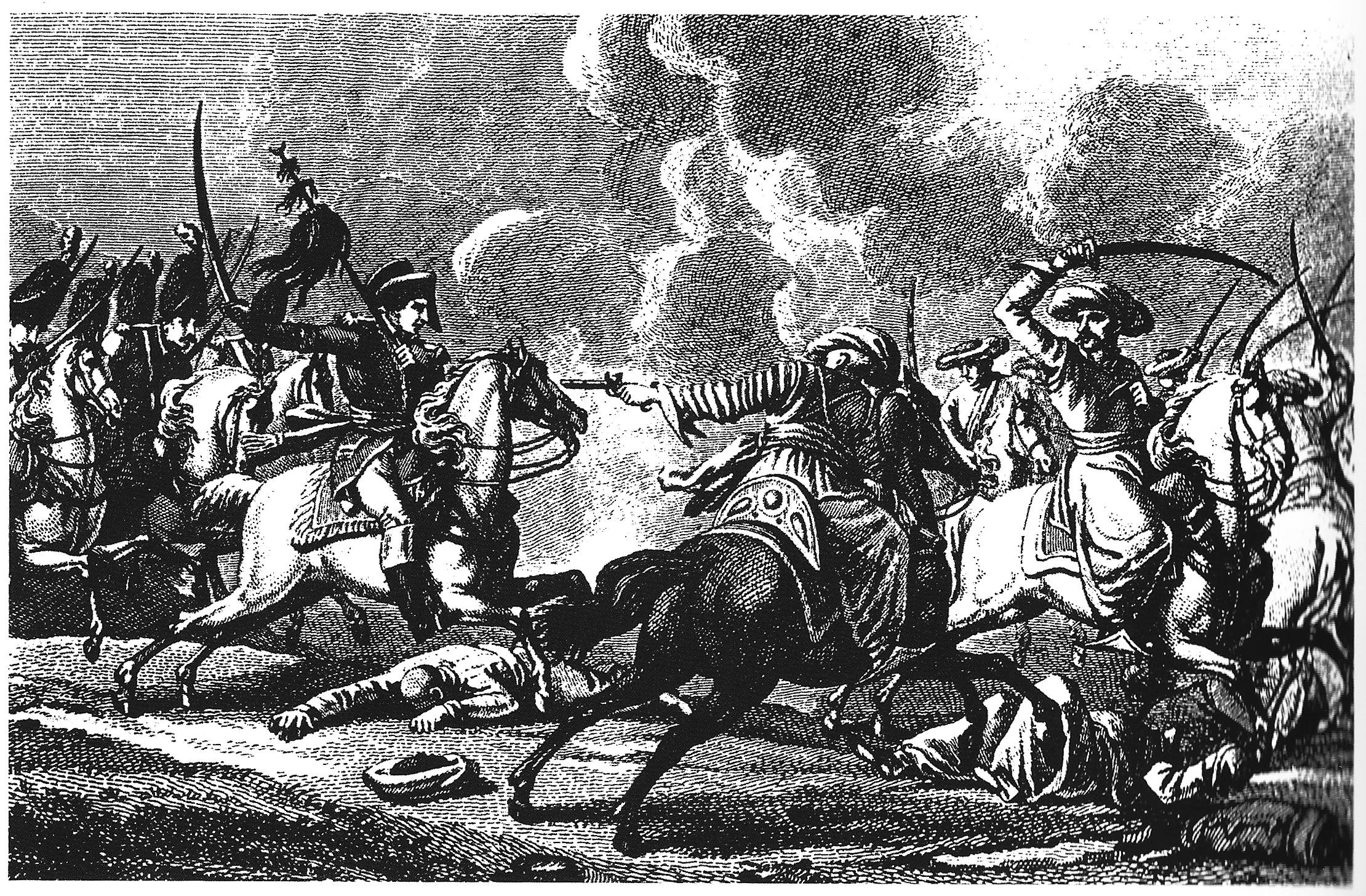
General Pierre Devaux an der Spitze eines Angriffs französischer Kavallerie auf ägyptische Truppen, 1799
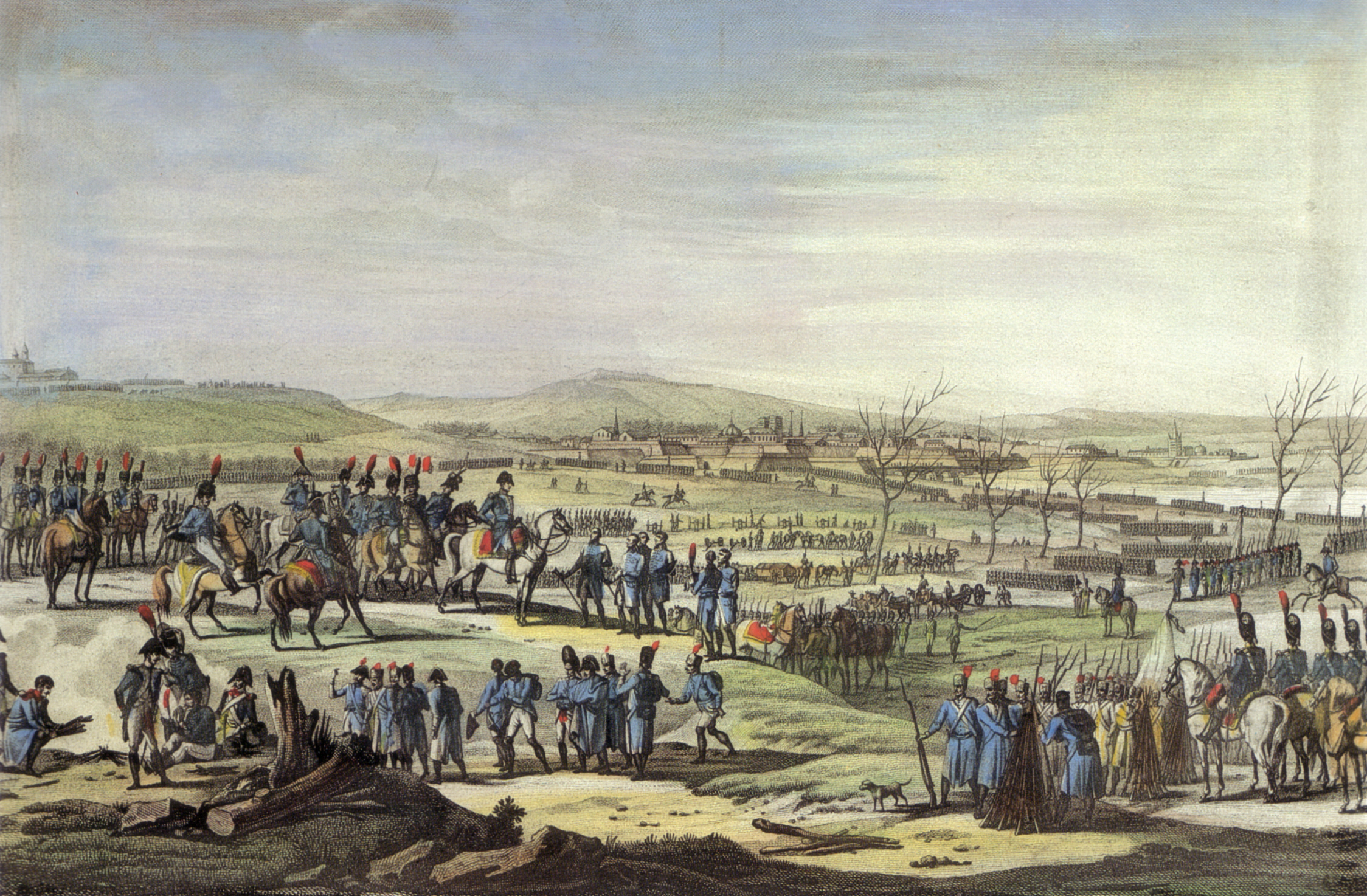
Waffenstreckung der österreichischen Armee vor Napoleon am Michelberg bei Ulm, 1805
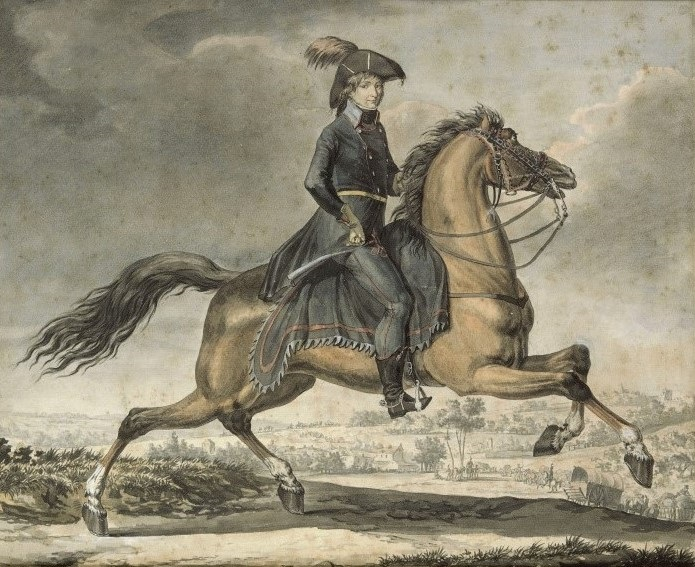
General Jean-Baptiste Bernadotte, um 1823